# Турыгино (Московская область)
Туры́гино — деревня в Раменском муниципальном районе Московской области. Входит в состав сельского поселения Новохаритоновское. Население — 428 чел. (2010).

## Название
Название связано с некалендарным личным именем Турыга.

## География
Деревня Турыгино расположена в восточной части Раменского района, примерно в 16 км к востоку от города Раменское. Высота над уровнем моря 130 м. Рядом с деревней протекает река Дорка. Ближайший населённый пункт — деревня Меткомелино.

## История
В 1926 году деревня являлась центром Турыгинского сельсовета Гжельской волости Бронницкого уезда Московской губернии.
С 1929 года — населённый пункт в составе Раменского района Московского округа Московской области.
До муниципальной реформы 2006 года деревня входила в состав Новохаритоновского сельского округа Раменского района.

## Население
| 1926 | 2002 | 2010 |
| ---- | ---- | ---- |
| 588  | ↘263 | ↗428 |

В 1926 году в деревне проживало 588 человек (277 мужчин, 311 женщин), насчитывалось 122 хозяйств, из которых 115 было крестьянских. По переписи 2002 года — 263 человека (110 мужчин, 153 женщины).